# Jarmuta
Der Jarmuta ist ein Berg in den polnischen Kleinen Pieninen, einem Gebirgszug der Pieninen, mit 794 Metern Höhe über Normalnull.

## Lage und Umgebung
Der Jarmuta liegt im Hauptkamm der Pieninen. Nördlich des Gipfels liegt das Tal des Gebirgsflusses Grajcarek.

## Tourismus
Der Gipfel ist von allen umliegenden Ortschaften leicht erreichbar. Er liegt außerhalb des polnischen Pieninen-Nationalparks.